# Frazer (Automarke)

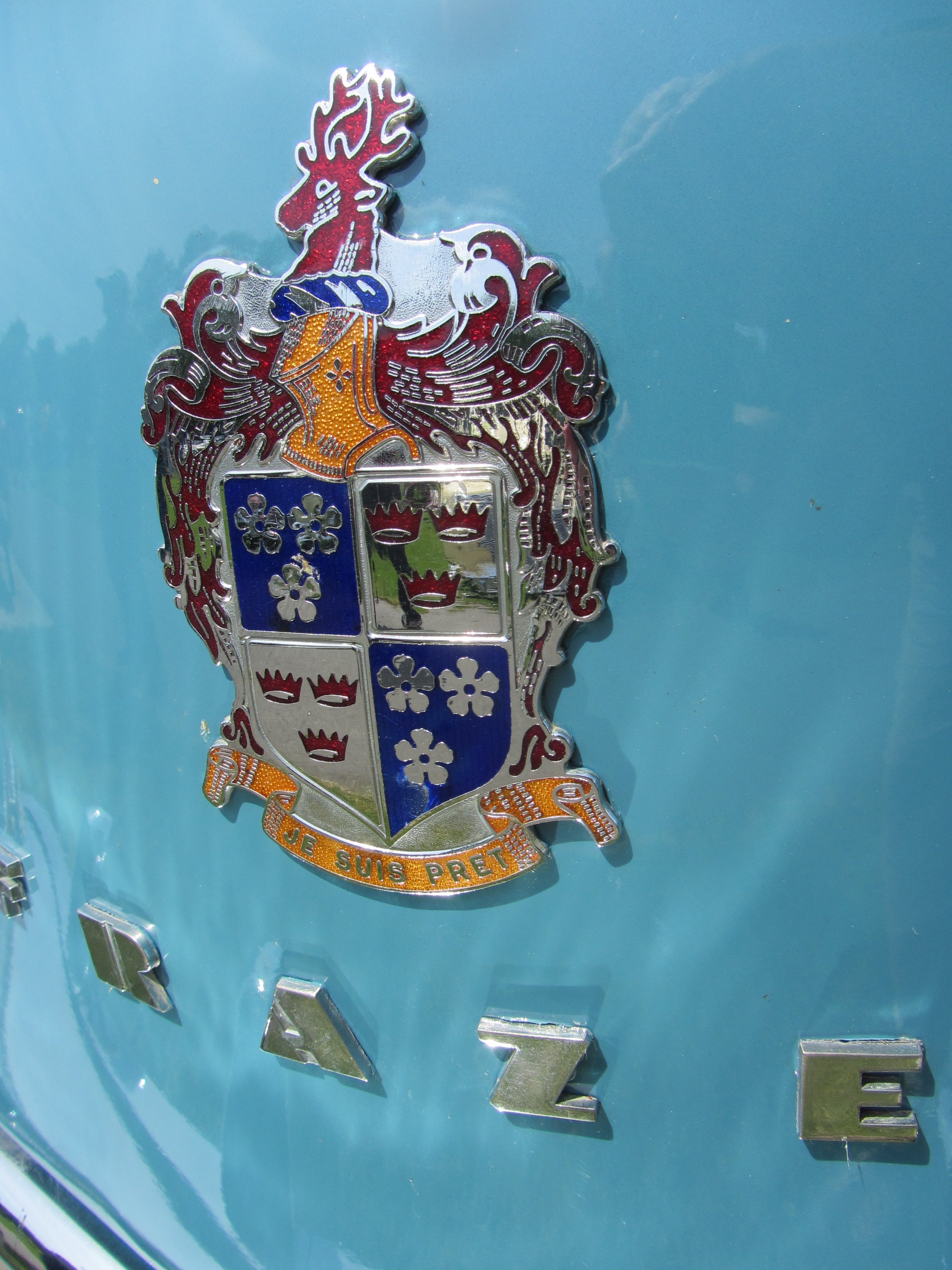
Emblem der Marke Frazer

Frazer war eine US-amerikanische Automobilmarke der unmittelbaren Nachkriegszeit, die zum Kaiser-Frazer-Konzern gehörte. Ihre Schwestermarke war Kaiser; beide boten weitgehend übereinstimmende Fahrzeuge an. Frazer und Kaiser debütierten im Modelljahr 1947 und erzielten anfänglich Achtungserfolge. Ab 1949 kam es zu anhaltenden Verkaufseinbrüchen, in deren Folge 1951 zunächst die Marke Frazer eingestellt wurde, bevor drei Jahre später auch Kaiser vom US-amerikanischen Markt verschwand.

## Markengeschichte
Der Kaiser-Frazer-Konzern wurde von Henry J. Kaiser und Joseph W. Frazer gegründet. Kaiser war ein Großindustrieller aus der Schiffbaubranche, während Frazer seit den 1920er-Jahren im Automobilsektor tätig war. Nach einigen Jahren bei Chrysler und Willys-Overland hatte er 1944 den wirtschaftlich angeschlagenen Automobilhersteller Graham-Paige übernommen. Im Frühjahr 1945 gingen Frazer und Kaiser eine Geschäftsverbindung ein mit dem Ziel, gemeinsam modern konstruierte Autos für den nordamerikanischen Nachkriegsmarkt zu produzieren. Frazer brachte die Geschäftsanteile von Graham-Paige und Konstruktionspläne für eine viertürige Limousine in das Unternehmen ein.
Im Mai 1946 nahm Kaiser-Frazer die Produktion des neuen Autos auf; die Fahrzeuge wurden bereits dem Modelljahr 1947 zugeordnet. Der Verkauf erfolgte nebeneinander unter den Marken Kaiser und Frazer. Die Kaiser- und Frazer-Versionen stimmten technisch und stilistisch weitgehend überein; Unterschiede betrafen anfänglich vor allem die Frontmaske und die Ausstattung. Die Frazer-Modelle waren höherwertig ausgestattet und über den Kaiser-Varianten positioniert; sie kosteten im Durchschnitt etwa 200 US-$ mehr als ihre Schwestermodelle. In den ersten beiden Jahren baute das Unternehmen annähernd gleich viele Frazer und Kaiser, danach ging der Absatz der Frazer-Varianten deutlich zurück. 1948 entstanden fast doppelt so viele Kaiser wie Frazer, 1949 viermal so viele.
Als Kaiser zum Modelljahr 1950 die zweite Modellgeneration einführte, zu der eine neue Karosserie und ein verkürzter Radstand gehörten, machte die Marke Frazer den Wechsel nicht mit. Frazer führte stattdessen bis 1951 die erste Baureihe fort. 1950 wurden in erster Linie nicht verkaufte Kaiser-Fahrzeuge der ersten Generation als Frazer auf den Markt gebracht. 1951 wurde die alte Karosserie noch einmal stilistisch überarbeitet, ohne dass damit allerdings technische Änderungen verbunden gewesen wären. Frazers Händler gaben 50.000 Bestellungen ab; tatsächlich entstanden aber nur noch etwa 10.000 Stück dieser Autos, die im Wesentlichen auf Restbeständen vergangener Jahre aufbauten. Nachdem sie abverkauft waren, stellte der Konzern die Marke Frazer zum Jahresende 1951 ein.

## Modelle
Alle Frazer-Modelle haben einen Radstand von 3136 mm. Die Karosserie im Pontonstil geht auf einen Entwurf von Howard „Dutch“ Darin zurück. Als Antrieb kommt ein 3,7 Liter großer Reihensechszylindermotor zum Einsatz, der von Continental konstruiert wurde. Die Leistung lag zwischen 100 SAE-PS im ersten und 115 SAE-PS im letzten Modelljahr. Die Kraftübertragung übernahm ein handgeschaltetes Getriebe; ein Automatikgetriebe war nicht erhältlich. Diese Merkmale der Frazer-Modelle entsprechen denen der Kaiser-Fahrzeuge der ersten Generation (1947 bis 1949).

### Frazer Standard

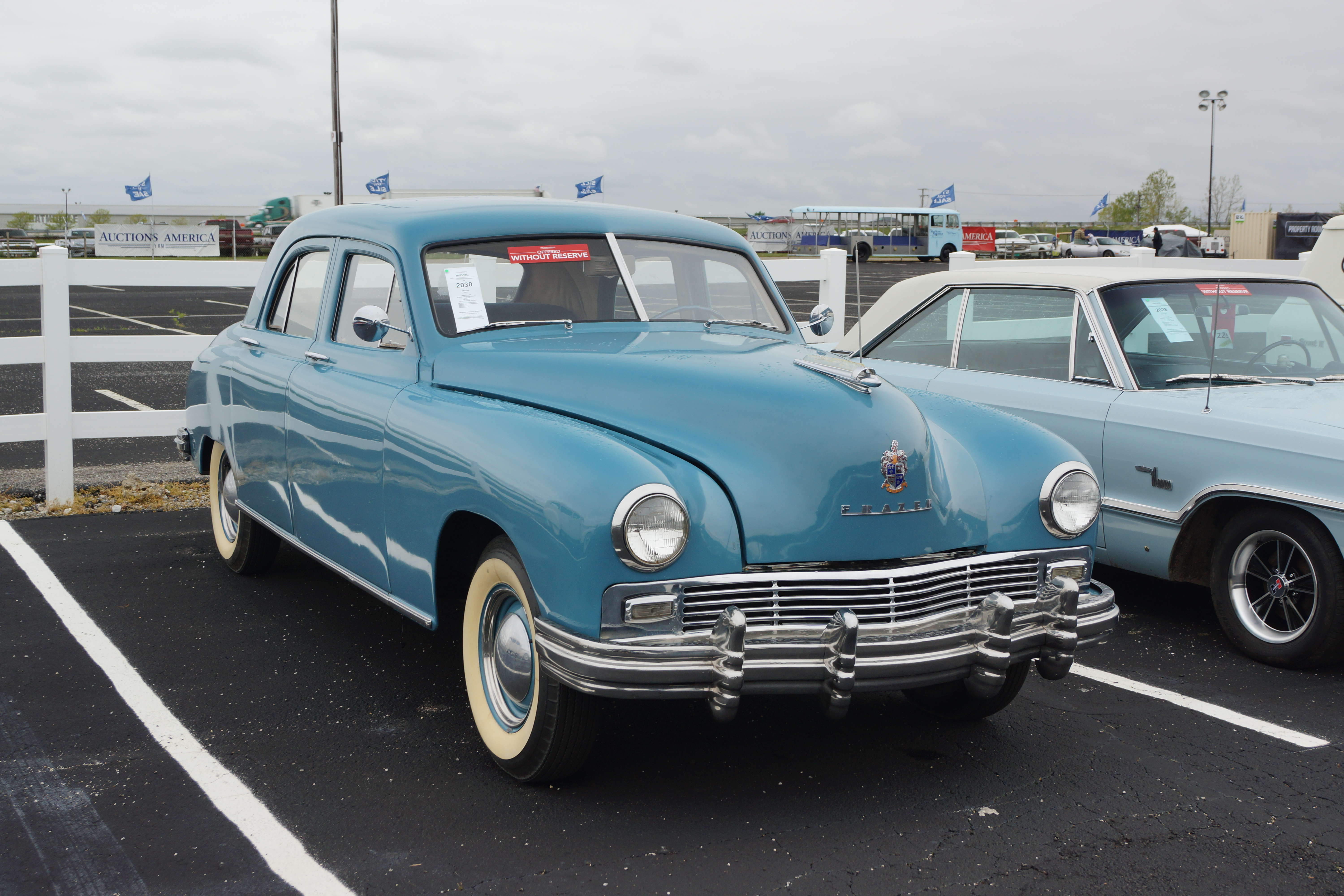
Frazer Standard (1948)

Basismodell war der Frazer Standard, der von 1946 bis 1951 durchgängig im Programm war. Er war ausschließlich als viertürige Stufenhecklimousine erhältlich. Parallelmodell war der Kaiser Special. Die Grundform der Karosserie wurde während des gesamten Produktionszeitraums nicht geändert. Allerdings erschien 1949 eine neue, an die GM-Marke Cadillac erinnernde Verkleidung der Kühlluftöffnung. Zum Modelljahr 1951 erhielt das Auto schließlich ein größeres Facelift, das neben einer neuen Frontmaske vor allem neue hintere Kotflügel brachte. Anstelle der bisher waagerecht von vorn nach hinten verlaufenden Gürtellinie hat der 1951er Standard einen Knick im hinteren Kotflügel; die Rückleuchten sind in die oberen Enden der Kotflügel eingelassen.
Bis zur Produktionseinstellung 1951 war der Frazer Standard regelmäßig 100 bis 200 US-$ teurer als der Kaiser Special.

### Frazer Manhattan

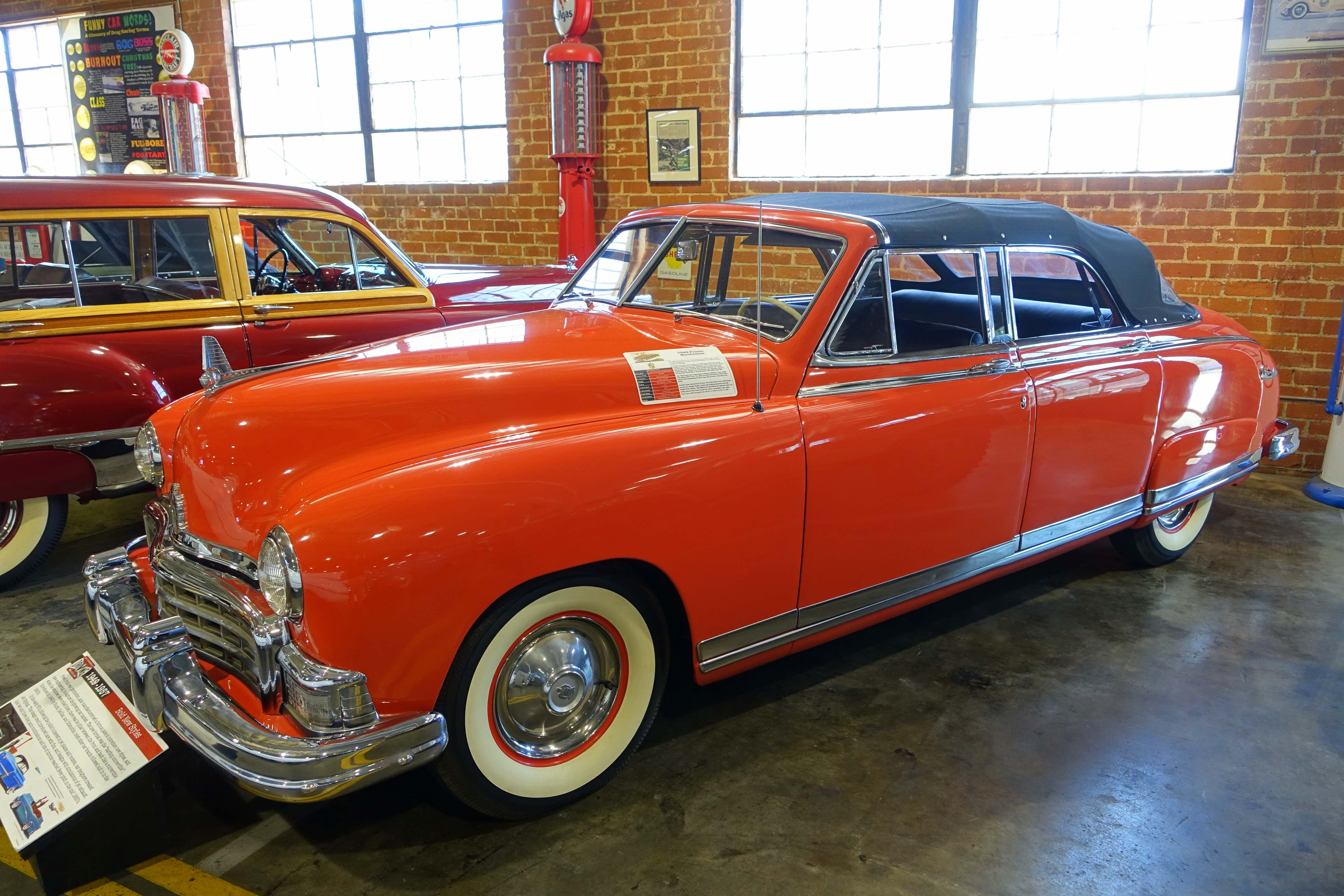
Frazer Manhattan Convertible Sedan

Oberhalb des Frazer Standard war der Frazer Manhattan positioniert. Er stimmte technisch und stilistisch jeweils mit dem Standard des gleichen Modelljahrs überein, war aber besser ausgestattet und etwa 200 US-$ teurer. Das Parallelmodell bei Kaiser war der Custom (1947 und 1948) bzw. der DeLuxe (ab 1949). Die Manhattan hatten ebenso wie ihre Pendants bei Kaiser zumeist eine mehrfarbige Lackierung; üblicherweise war das Dach vom Rest der Karosserie farblich abgesetzt. Die Manhattans waren vergleichsweise teure Autos. 1948 lag ihr Listenpreis 27 US-$ über dem eines (noch auf Vorkriegstechnik basierenden) Cadillac Series 62 Sedan.
Eine besondere Version des Manhattan ist der Convertible Sedan, ein viertüriges Cabriolet, das bei Frazer von 1949 bis 1951 im Programm stand. Bei Kaiser gab es ein Parallelmodell in der DeLuxe-Reihe nur 1949. Das Auto hat ein versenkbares Stoffverdeck. Die B-Säule war neu gestaltet; sie hat in der Mitte einen schmalen Glasstreifen. Außerdem sind die Hinterräder des Convertible Sedan verdeckt. Der Convertible Sedan wurde 1949 für 3.295 US-$ angeboten; er war damit das teuerste Modell von Kaiser-Frazer. Ein Cadillac Series 62 Cabriolet, das seit diesem Jahr mit einem 160 SAE-PS starken Achtzylinder-V-Motor und einem Automatikgetriebe ausgestattet war, kostete 1949 nur 200 US-$ mehr. Auch nach dem Facelift von 1951 gab es bei Frazer einen Convertible Sedan. Im letzten Modelljahr kostete er 3.075 US-$.

### Frazer Vagabond Utility Sedan

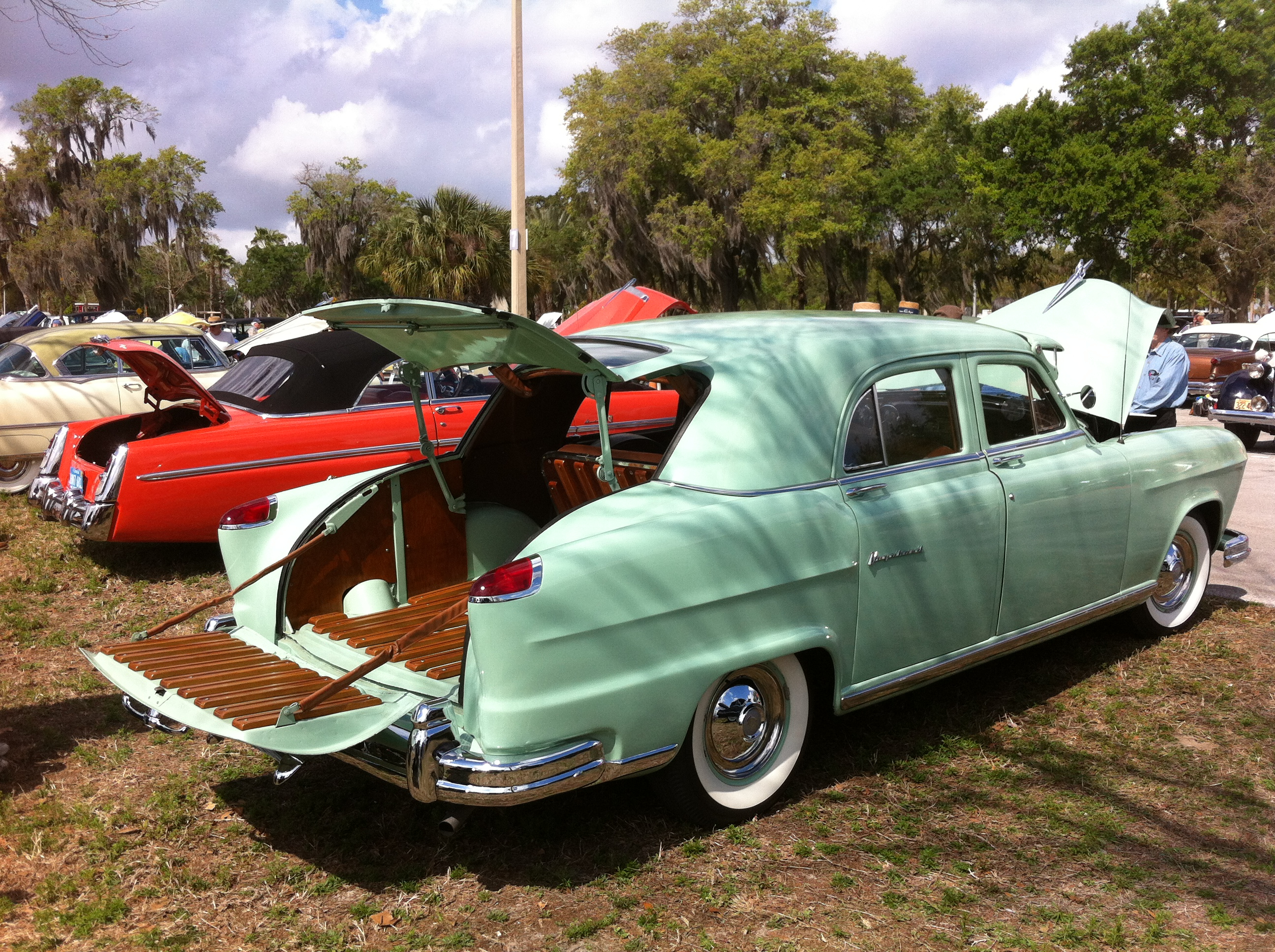
Frazer Vagabond Utility Sedan (1951)

Der Frazer Vagabond Utility Sedan ist eine viertürige Stufenhecklimousine mit einer großen, zweiteiligen Heckklappe, die rückblickend als Trendsetter beschrieben wird. Die Dachlinie des Utility Sedan entspricht der der übrigen Frazer- und Kaiser-Limousinen der ersten Generation. Der Utility Sedan hat eine am oberen Ende des Dachs angeschlagene Heckklappe, die den waagerecht verlaufenden Teil des Kofferraumdeckels einschließt. Dieser Teil schwingt nach oben. Ein weiterer Teil ist über der hinteren Stoßstange angeschlagen und klappt nach unten. Damit ist der gesamte Innenraum des Autos von hinten zugänglich. Durch Umklappen der Rücksitzbank kann das Ladevolumen vergrößert werden.
Die Entwicklung des Utility Sedan war das Ergebnis eines Kompromisses: Kaiser-Frazer benötigte für Gewerbekunden ein Auto mit großer Nutzfläche, hatte aber keine ausreichenden Mittel, um eine Produktionslinie für einen herkömmlichen Kombi herzurichten.
Das Modell wurde 1949 zunächst bei Kaiser eingeführt, und zwar in das Basisreihe Custom als Traveller und in der höherwertigen Reihe DeLuxe als Vagabond. Ein Parallelmodell bei Frazer gab es zunächst nicht. Erst nachdem Kaiser 1950 die zweite Modellgeneration eingeführt hatte, transferierte der Konzern den Vagabond Utility Sedan zur Marke Frazer. Er war hier der Standard-Reihe zugeordnet und nur im Modelljahr 1951 erhältlich. Frazers Vagabonds waren keine neu aufgebauten Autos. Vielmehr handelte es sich bei den von Frazer verkauften Vagabonds um alte Kaiser-Fahrzeuge, die 1949 hergestellt, aber nicht verkauft worden waren. Sie wurden durch Austausch der Frontmaske und der hinteren Kotflügel an das Frazer-Design angepasst. Der Vagabond Utility Sedan wurde 1951 für 2.399 US-$ verkauft.

## Produktion
| Jahr | Standard | Manhattan Sedan | Manhattan Convertible Sedan | Vagabond Utility Sedan |
| ---- | -------- | --------------- | --------------------------- | ---------------------- |
| 1947 | 36.120   | 32.655          |                             |                        |
| 1948 | 2.480    | 18.591          |                             |                        |
| 1949 | 21.180   | 21.180          | 70                          |                        |
| 1950 | 3.800    | 3.800           |                             |                        |
| 1951 | 6.900    | 151             | 131                         | 3.000                  |